# Макіївська сільська рада (Білоцерківський район)
| Макіївська сільська рада — орган місцевого самоврядування у Білоцерківському районі Київської області з адміністративним центром у с. Макіївка. Історична дата утворення: в 1921 році. Водоймища на території, підпорядкованій даній раді: річка Красна. Сільській раді підпорядковані населені пункти: - с. Макіївка |

## Склад ради
Рада складається з 12 депутатів та голови.

### Керівний склад ради
| ПІБ                         | Основні відомості                                                                | Дата обрання | Дата звільнення |
| --------------------------- | -------------------------------------------------------------------------------- | ------------ | --------------- |
| Литвин Андрій Олександрович | Сільський голова, 1973 року народження, освіта, член Української Народної Партії | 26.03.2006   | 31.10.2010      |

Примітка: таблиця складена за даними джерела